# Lees afskedstale
Lees afskedstale er en tale som General Robert E. Lee udsendte til sin Army of Northern Virginia den 10. april 1865, dagen efter at han havde underskrevet hærens overgivelse til den øverstkommanderende for Unionens hære, generalløjtnant Ulysses S. Grant. Lee's overgivelse var medvirkende til at afslutte den Amerikanske borgerkrig.

## Tekstens tilblivelse
Den nedenstående tekst er fra et brev, som er dateret den 27. september 1887, dvs. mange år senere fra oberst Charles Marshall, CSA til General Bradley T. Johnson.
| „ | General Lees dagsbefaling til Army of Northern Virginia ved Appomattox Court House blev skrevet dagen efter mødet i McLean's hus, hvor overgivelsesbetingelserne blev aftalt. Den aften sad generalen med adskillige af os ved et bål foran hans telt, og efter en del snak om hæren og dagens begivenheder, hvor hans følelser overfor hans mænd kom tydeligt til udtryk, bad han mig om at forberede en dagsbefaling til tropperne. Den næste dag regnede det, og mange folk kom og gik, så jeg var ude af stand til at skrive uden afbrydelse indtil omkring kl. 10, hvor general Lee, da han opdagede at dagsbefalingen ikke var færdig, bad mig og at gå ind i hans ambulance, som stod nær hans telt, og satte en oppasser til at forhindre at nogen nærmede sig mig. Jeg sad i ambulancen indtil jeg havde skrevet dagsbefalingen, af hvilken det første udkast indeholdt (i blyant) et helt afsnit, som General Lee ønskede udeladt. Han lavede en eller to sproglige ændringer, og jeg lavede derefter en tilrettet kopi af dagsbefalingen og gav den til en af sekretærerne i generaladjudantens kontor for at få den skrevet i blæk. Da denne kopi var blevet udfærdiget af sekretæren tog jeg den til generalen, som underskrev den, og yderligere kopier blev derefter lavet til overbringelse til korpskommandørerne og hærens stab. Alle disse kopier blev underskrevet af generalen, og mange andre sendte kopier, som de havde lavet eller fået, til generalen og fik hans underskrift. På den måde fik mange kopier af ordren generalens underskrift, som om de var originaler, hvoraf jeg har set en del. | “ |

## Selve ordlyden
Teksten på den udsendte dagsbefaling var som følger: 
| „ | Hovedkvarteret, Army of Northern Virginia, 10. april 1865. Efter fire års vanskelig tjeneste kendetegnet ved uovertruffet mod og udholdenhed er Army of Northern Virginia blevet tvunget til at give op overfor overvældende antal og ressourcer. Jeg behøver ikke at fortælle de overlevende fra så mange hårdt udkæmpede slag, som er forblevet standhaftige til det sidste, at jeg ikke har givet op som følge af manglende tro på Dem. Men med følelsen af at mod og opofrelse ikke kunne udrette noget, som kunne opveje de tab, som ville være fulgt af en fortsættelse af kampen, har jeg besluttet at undgå den nyttesløse ofring af de, hvis tjeneste indtil nu har gjort dem elskede af deres landsmænd. I overensstemmelse med aftalen kan officerer og mænd vende tilbage til deres hjem og forblive der, indtil de bliver udvekslet. De kan medbringe den tilfredsstillelse som kommer af bevidstheden om at have udført sin pligt trofast, og jeg beder i al alvor for, at en nådig Gud vil udstrække sin velsignelse og beskyttelse over Dem. Med uophørlig beundring for Deres bestandighed og hengivenhed til Deres land, og en taknemmelig erindring om Deres venlige og generøse hensynsfuldhed over for mig, byder jeg Dem et hengivent farvel. | “ |
|   | — R. E. Lee, General, General Order No. 9 |   |

## Notes
1. ↑  Johnson, Buel, vol. 4, p. 747.
2. ↑  Freeman, vol. 4, pp. 154-55.